# スパングリッシュ
スパングリッシュ (Spanglish)とは、特にアメリカ合衆国においてスペイン語 (Spanish)と英語(English)を用いて生活するヒスパニック系の人々の話す言葉を意味する。他にも、エスパングリッシュ (espanglish)、エスパニングリッシュ (espanenglish)、エル・スパニッシュ・ブロークン (el Spanish broken)、イグラニョール (inglañol)、エスパングレス (espanglés)などとも呼ばれる。

## 概要
このような言語接触現象は、国境付近の地域や、大きな二言語使用の共同体において、生じてきたものである。代表的な地域としては、アメリカとメキシコの国境付近、カリフォルニア州南部、ニューメキシコ州北部、テキサス州、フロリダ州、プエルトリコ、ニューヨーク市などが挙げられる。また1903～1999年までパナマ運河がアメリカの管轄下にあったパナマにおいても、このような言語接触現象が見られる。特に、ゾーン人と呼ばれたかつてのパナマ運河地帯に居住していた人々に顕著である。スパングリッシュという言葉は、このような言語接触現象を総称する言葉であり、実際には地域ごとの名前が使われている場合もある。例えば、テキサス州では｢テクスメクス｣と呼ばれる場合もある。
スパングリッシュという用語を生み出したのは、プエルトリコの言語学者サルバドー・ティオである。1940年代のことであった。同時に彼はイグラニョールという言葉を使いスパングリッシュと区別した。前者は西語の影響を受けた英語であり、後者は英語の影響を受けた西語である。但し、前者はそれほど一般的な言葉であるとは言えない。
イギリスの支配下にあるジブラルタルに、ジャニートと呼ばれる方言が存在するが、これはスパングリッシュとは異なるものである。